# مسابقة الأغنية الأوروبية 1972
كانت مسابقة الأغنية الأوروبية عام 1972 هي النسخة السابعة عشر من مسابقة الأغنية الأوروبية السنوية . أقيم الحدث في إدنبرة بالمملكة المتحدة ونظمه اتحاد البث الأوروبي (EBU) والمذيع المضيف هيئة الإذاعة البريطانية (BBC) ، الذي وافق على تنظيم الحدث بعد أن فازت موناكو في عام 1971 ، ولم تستطع تلبية مطالب استضافة الحدث ولم يتمكن من العثور على مكان مناسب. أقيمت المسابقة في قاعة أوشر يوم السبت 25 مارس 1972 واستضافتها راقصة الباليه الاسكتلندية مويرا شيرر .
شاركت ثمانية عشر دولة في المسابقة ، وهي نفس دول العام السابق.
الفائز كان لوكسمبورغ بأغنية " Après toi " ، التي غنتها فيكي لياندروس ، مع كلمات إيف ديسكا ، والموسيقى من تأليف ماريو باناس (وهو الاسم المستعار لوالد فيكي ليو ليندروس). أصبح "Après toi" الفائز بأدنى نسبة من إجمالي الأصوات ، حيث فاز بنسبة 8.30٪ فقط من النقاط المتاحة. كتب إيف ديسكا أيضًا "Un Banc، Un Arbre، Une Rue" التي فازت بالنسخة السابقة ، وأصبح ثاني شخص يفوز بالمسابقة مرتين ، أول شخص يفوز بدولتين مختلفتين وأول شخص يفوز بعامين متتالين. احتلت ألمانيا المركز الثالث للعام الثالث على التوالي ، وهو ما يعادل أعلى ترتيب لها في النسختين السابقتين.

## المشاركة
كل الدول التي شاركت في مسابقة 1971 كانت حاضرة هذا العام.